# Leontio

Mapa de la antigua Acaya. Leontio estaba en el interior, al oeste de Faras.

Leontio (en griego, Λεόντιον) es el nombre de una antigua ciudad griega de Acaya.
Se trataba de una ciudad que había sido refundada por Antígono.
Es mencionada por Polibio como una de las ciudades que pertenecían a la Liga Aquea desde antes de la época de Filipo II de Macedonia y también en la reconstrucción de la liga que hubo en torno al año 280 a. C. También es citada en el marco de una expedición por el Peloponeso bajo el mando del etolio Eurípidas.
Estrabón dice que su territorio limitaba con los de Tritea y Faras.
Se localiza 30 km al sur de Egio.